# Disocactus speciosus
Disocactus speciosus är en kaktusväxtart som först beskrevs av Antonio José Cavanilles, och fick sitt nu gällande namn av Barthlott. Disocactus speciosus ingår i släktet Disocactus och familjen kaktusväxter.

## Underarter
Arten delas in i följande underarter:
- D. s. aurantiacus
- D. s. blomianus
- D. s. cinnabarinus
- D. s. speciosus

## Bildgalleri

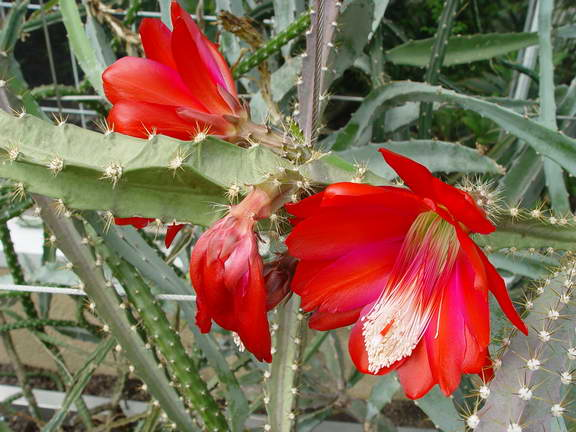
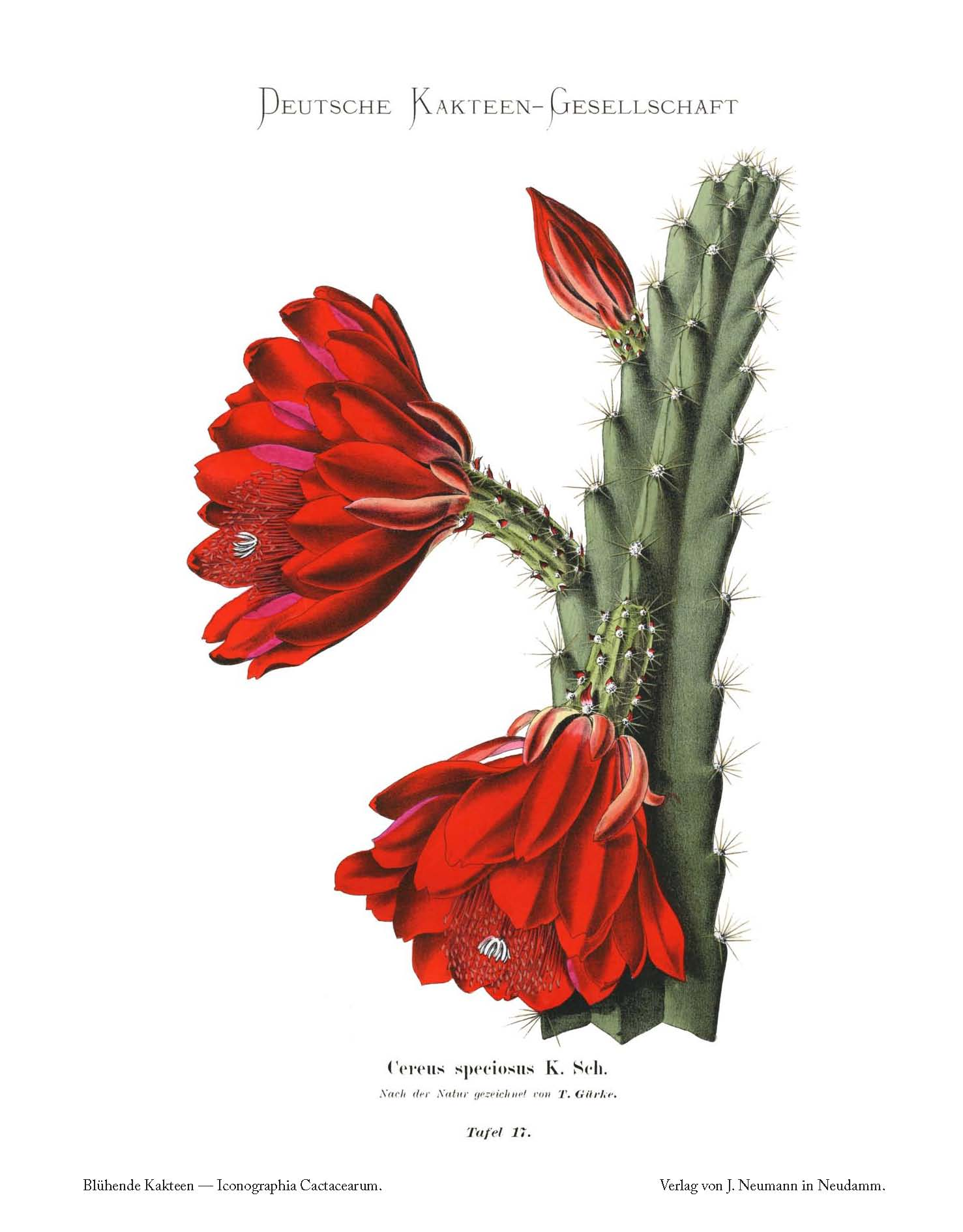
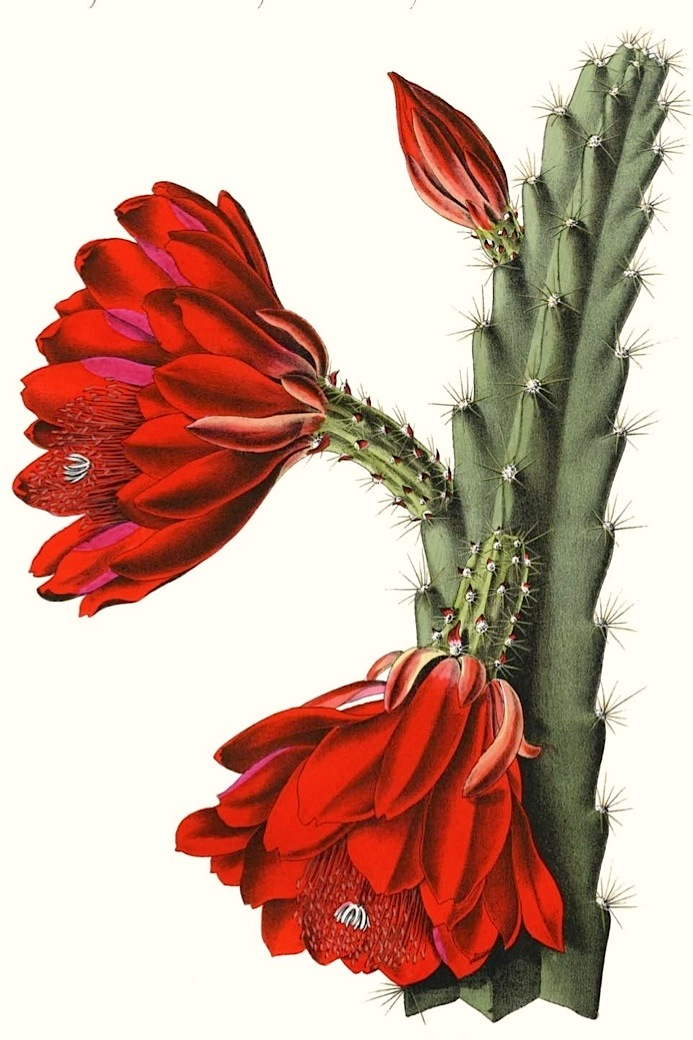
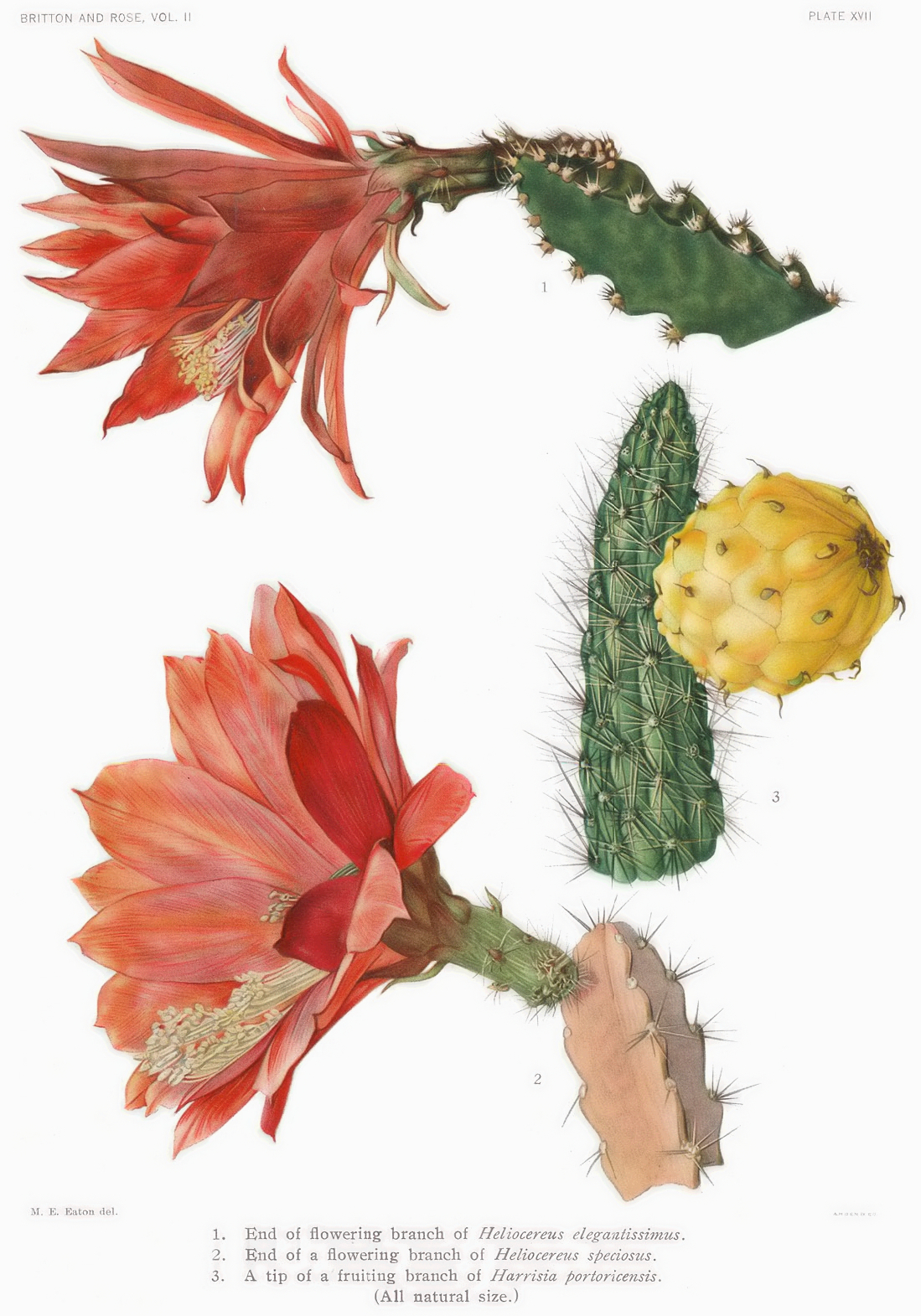
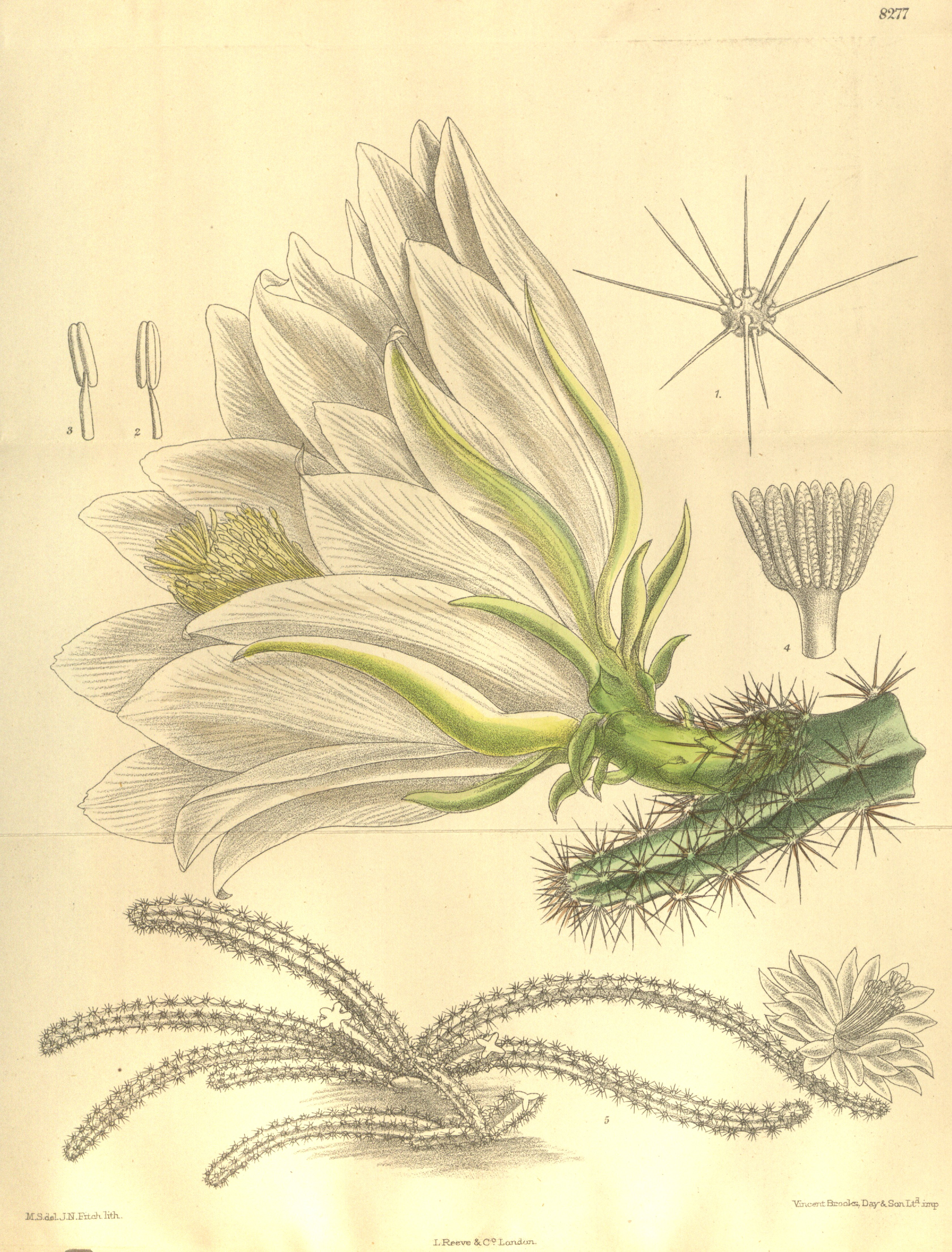
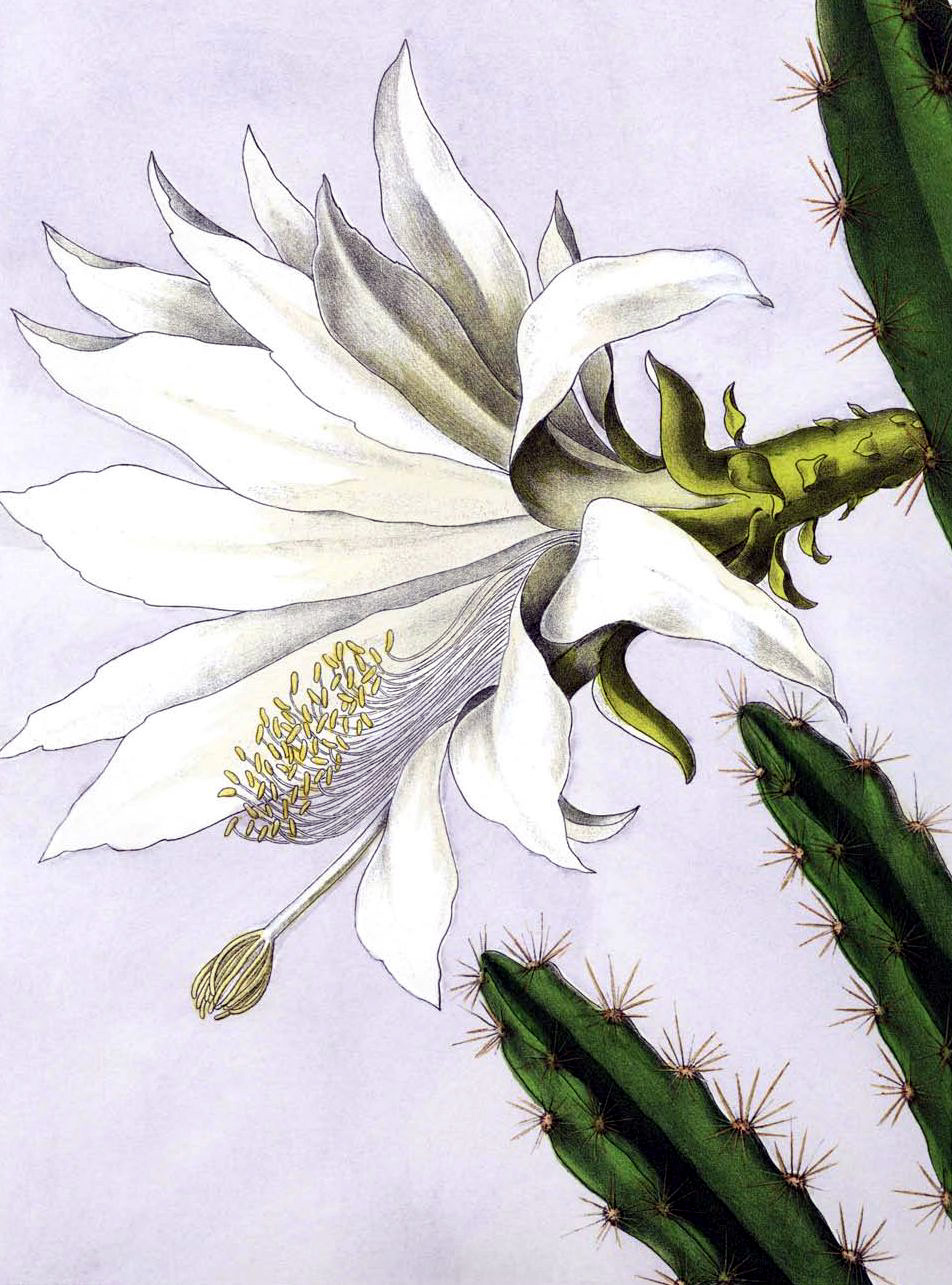